# كاثارين بار تريل
كاثارين بار تريل (بالإنجليزية: Catharine Parr Traill)‏‏ (9 يناير 1802 في لندن - 29 أغسطس 1899 في سان فرانسيسكو) كاتِبة، وعالمة نبات، وعالمة طبيعية، وكاتبة للأطفال، وموضحة علمية من كندا.

## روابط خارجية
- كاثارين بار تريل على موقع الموسوعة البريطانية (الإنجليزية)